# Класиране по медали от Летните олимпийски игри 1896
Класирането по медали от Летните олимпийски игри 1896 в Атина показва броя на победите на националните Олимпийски комитети по време на олимпийските състезания. Организаторите раздават 43 комплекта медали, толкова колкото е броят на състезанията, за които се борят 241 спортисти от 14 страни в периода от 6 април до 15 април 1896 г. в общо 9 спорта.
Атлети от общо 10 нации успяват да спечелят поне един медал, оставяйки други 4 без отличие. Домакините от Гърция печелят най-много медали (46), спечелвайки най-много сребърни (17) и бронзови (19) отличия на тази Олимпиада. САЩ успяват да спечелят най-много златни (32) медали.
Резултатите публикувани от МОК се базират на Официалния доклад, документ издаван от всеки Организационен комитет на Олимпийските игри. Едва от Игрите в Антверпен 1920 започва стриктно да се следи раздаването на медалите по нации, практика дотогава затруднена поради наличието на смесени отбори със състезатели от различни държави.
Според Българския олимпийски комитет на Първата Олимпиада Атина 1896 България е представена от швейцарския учител Шарл Шампо, който участва в три различни дисциплини на надпреварата по гимнастика.
На Първата Олимпиада в съвременната история на победителите им се дават сребърен медал и маслинова клонка, докато подгласниците се награждават с бронзово отличие и лавров венец. Впоследствие МОК отсъжда златен, сребърен и бронзов медал на класиралите се в състезанията респективно. Равенства в резултатите водят до отсъждане на три допълнителни медала, увеличавайки общия брой на медали отсъден на различни нации. Тези равенства са между Франсис Лейн от САЩ и Алоиш Соколи от Унгария за третото място на 100 метра; между Евангелос Дамаскос и Йоаннис Теодоропулус от Гърция за третото място на висок скок; и между Константинос Паспатис от Гърция и Момчило Тапавица от Унгария на тенис. На някои от състезанията няма присъден сребърен медал поради отсъствието на трети стигнал до финала.

## Смесен отбор
На най-първите Олимпийски игри в няколко спортни събития участват отбори със състезатели от различни държави. По-късно МОК определя такива отбори като Смесен отбор с кодовото съкращение ZZX. Някои от атлетите печелят както индивидуално така и отборно медали и затова спечелините от тях отличия не се намират под флага на една и съща държава.

## Класиране
| Класиране по медали |                |       |        |       |      |
| No                  | Държава        | злато | сребро | бронз | общо |
| 1.                  | САЩ            | 11    | 7      | 2     | 20   |
| 2.                  | Гърция         | 10    | 17     | 19    | 46   |
| 3.                  | Германия       | 6     | 5      | 2     | 13   |
| 4.                  | Франция        | 5     | 4      | 2     | 11   |
| 5.                  | Великобритания | 2     | 3      | 2     | 7    |
| 6.                  | Унгария        | 2     | 1      | 3     | 6    |
| 7.                  | Австрия        | 2     | 1      | 2     | 5    |
| 8.                  | Австралия      | 2     | 0      | 0     | 2    |
| 9.                  | Дания          | 1     | 2      | 3     | 6    |
| 10.                 | Швейцария      | 1     | 2      | 0     | 13   |
| 11.                 | Смесен отбор   | 1     | 1      | 1     | 3    |
|                     | Общо           | 43    | 43     | 36    | 122  |